# Petite rivière Rousseau
Pour les articles homonymes, voir Rousseau.
La petite rivière Rousseau est un affluent de la rivière Mistassibi, coulant dans la municipalité de Saint-Stanislas, dans la municipalité régionale de comté (MRC) de Maria-Chapdelaine, dans la région administrative de Saguenay–Lac-Saint-Jean, dans la province de Québec, au Canada,,.
La vallée de la Petite rivière Rousseau est desservie par le chemin du rang Saint-Alphonse et le chemin Rousseau (devant la rue Principale vers le Nord) pour les besoins de la foresterie et des activités récréotouristiques.
L’agriculture et la foresterie constituent les principales activités économiques du secteur ; les activités récréotouristiques en second.
La surface de la Petite rivière Rousseau est habituellement gelée du début de décembre à la fin mars, toutefois la circulation sécuritaire sur la glace se fait généralement de la mi-décembre à la mi-mars.

## Géographie
Les principaux bassins versants voisins de la Petite rivière Rousseau sont :
- côté nord : ruisseau Larouche, rivière Mistassibi ;
- côté est : rivière Mistassibi, cours d’eau Imbeau, ruisseau Hyppolyte, rivière Noire, Petite rivière Péribonka ;
- côté sud : rivière Mistassini, rivière Mistassibi, lac Saint-Jean ;
- côté ouest : cours d’eau Lecomte, rivière Mistassini, rivière à la Carpe, rivière aux Rats[2].

La petite rivière Rousseau prend sa source d’un ruisseau forestier et agricole, situé entre la rivière à la Carpe et la rivière Mistassibi, soit du côté est du village de Saint-Stanislas. Cette source est située à :
- 1,32 km à l’ouest du cours de la rivière Mistassibi ;
- 0,9 km à l’est du centre du village de Saint-Stanislas (Maria-Chapdelaine) ;
- 4,7 km à l’est d’une courbe de la rivière à la Carpe ;
- km à l’est du lac Bellemare ;
- 6,2 km au nord de l’embouchure de la Petite rivière Rousseau[2].

À partir de sa source, la petite rivière Rousseau coule sur 4,2 km vers le sud entièrement en zone forestière et agricole, selon les segments suivants :
- 2,6 km vers le sud, jusqu’au chemin Rousseau où il recueille les eaux d’un ruisseau (venant du nord) ;
- 1,0 km vers le Sud en formant une boucle vers l’ouest et un crochet vers l’est, jusqu’au chemin du rang Alphonse ;
- 0,6 km vers le sud jusqu’à son embouchure[2].

La petite rivière Rousseau se déverse dans une baie (laquelle est délimité à l’Est par une presqu’île) de la rivière Mistassibi. Cette confluence est située à :
- 6,2 km au sud du centre du village de Saint-Stanislas (Maria-Chapdelaine) ;
- 8,8 km à l’est du centre du village de Argentenay ;
- 7,5 km au nord de la confluence de la rivière aux Rats et de la rivière Mistassini ;
- 7,3 km au nord de l’embouchure de la rivière Mistassibi (confluence avec la rivière Mistassini) ;
- 27,4 km au nord de l’embouchure de la rivière Mistassini (confluence avec le lac Saint-Jean)[5],[2].

À partir de l’embouchure de la Petite rivière Rousseau, le courant descend le cours de la rivière Mistassibi sur 8,1 km vers le sud et le cours de la rivière Mistassini sur 22,7 km vers le sud-ouest. À l’embouchure de cette dernière, le courant traverse le lac Saint-Jean sur 42,7 km vers l’est, puis emprunte le cours de la rivière Saguenay vers l’est sur 155 km jusqu'à la hauteur de Tadoussac où il conflue avec le fleuve Saint-Laurent.

## Toponymie
Le terme « Rousseau » constitue un patronyme de famille d’origine française.
Le toponyme de « petite rivière Rousseau » a été officialisé le 17 août 1978 à la Banque des noms de lieux de la Commission de toponymie du Québec.